# Paavo Puurunen
Paavo Sakari Puurunen (ur. 28 sierpnia 1973 w Kuhmo) – fiński biathlonista, dwukrotny medalista mistrzostw świata.

## Kariera
W Pucharze Świata zadebiutował 8 grudnia 1994 roku w Bad Gastein, kiedy zajął 54. miejsce w biegu indywidualnym. Pierwsze punkty zdobył 14 grudnia 1995 roku w Oslo, zajmując 22. miejsce w tej konkurencji. Na podium zawodów tego cyklu pierwszy raz stanął 7 lutego 2001 roku w Pokljuce, wygrywając rywalizację w biegu indywidualnym. W kolejnych startach jeszcze tylko jeden raz stanął na podium: 16 marca 2003 roku w Chanty-Mansyjsku był trzeci w biegu pościgowym. Najlepsze wyniki osiągnął w sezonie 1999/2000, kiedy zajął 19. miejsce w klasyfikacji generalnej.
Na mistrzostwach świata w Pokljuce w 2001 roku wywalczył złoty medal w biegu indywidualnym. W zawodach tych wyprzedził Wadima Saszurina z Białorusi i Łotysza Ilmārsa Bricisa. Na rozgrywanych dwa lata później mistrzostwach świata w Chanty-Mansyjsku zajął trzecie miejsce w biegu pościgowym. Wyprzedzili go tylko Niemiec Ricco Groß i Halvard Hanevold z Norwegii. Był też między innymi czwarty w biegu masowym podczas mistrzostw świata w Kontiolahti/Oslo w 1999 roku, przegrywając walkę o podium z Norwegiem Ole Einarem Bjørndalenem o 6,4 sekundy.
W 1998 roku wystartował na igrzyskach olimpijskich w Nagano, gdzie zajął 23. miejsce w biegu indywidualnym, 9. w sprincie i 8. w sztafecie. Na rozgrywanych cztery lata później igrzyskach w Salt Lake City był między innymi piętnasty w biegu indywidualnym i dwunasty w sztafecie. Najbliżej medalu był podczas igrzysk olimpijskich w Turynie w 2006 roku, kończąc rywalizację w biegu masowym na czwartej pozycji. W walce o podium lepszy okazał się Ole Einar Bjørndalen. Brał też udział w igrzyskach olimpijskich w Vancouver cztery lata później, jednak plasował się poza pięćdziesiątką.
W 2010 roku na zimowych igrzyskach wojskowych w Dolinie Aosty zdobył brązowy medal w sprincie drużynowym na 10 km.

## Osiągnięcia

### Igrzyska olimpijskie
| Rok  | Miejscowość    | Konkurencje | Konkurencje | Konkurencje | Konkurencje | Konkurencje | Konkurencje | Konkurencje |
| Rok  | Miejscowość    | IN          | SP          | PU          | MS          | RL          | MR          | SR          |
| ---- | -------------- | ----------- | ----------- | ----------- | ----------- | ----------- | ----------- | ----------- |
| 1998 | Nagano         | 23.         | 9.          | nd.         | nd.         | 8.          | nd.         | –           |
| 2002 | Salt Lake City | 15.         | 16.         | 28.         | nd.         | 12.         | nd.         | –           |
| 2006 | Turyn          | 12.         | 45.         | 22.         | 4.          | –           | nd.         | –           |
| 2010 | Vancouver      | 53.         | 73.         | –           | –           | –           | nd.         | –           |

### Mistrzostwa świata
| Rok  | Miejscowość         | Konkurencje | Konkurencje | Konkurencje | Konkurencje | Konkurencje | Konkurencje | Konkurencje |
| Rok  | Miejscowość         | IN          | SP          | PU          | MS          | RL          | MR          | SR          |
| ---- | ------------------- | ----------- | ----------- | ----------- | ----------- | ----------- | ----------- | ----------- |
| 1996 | Ruhpolding          | 26.         | 11.         | nd.         | nd.         | 6.          | nd.         | –           |
| 1997 | Osrblie             | 66.         | 47.         | –           | nd.         | –           | nd.         | –           |
| 1998 | Pokljuka/Hochfilzen | nd.         | nd.         | 22.         | nd.         | nd.         | nd.         | –           |
| 1999 | Kontiolahti/Oslo    | 9.          | 11.         | 16.         | 4.          | 6.          | nd.         | –           |
| 2000 | Oslo/Lahti          | 18.         | 10.         | 27.         | 8.          | 15.         | nd.         | –           |
| 2001 | Pokljuka            | 1.          | 6.          | 13.         | 28.         | 5.          | nd.         | –           |
| 2002 | Oslo                | nd.         | nd.         | nd.         | 9.          | nd.         | nd.         | –           |
| 2003 | Chanty-Mansyjsk     | 16.         | 21.         | 3.          | 6.          | 11.         | nd.         | –           |
| 2004 | Oberhof             | 39.         | 8.          | 7.          | 22.         | 16.         | nd.         | –           |
| 2005 | Hochfilzen          | 31.         | 26.         | DNF         | –           | 12.         | nd.         | –           |
| 2009 | Pjongczang          | DNF         | 45.         | 16.         | –           | 22.         | 6.          | –           |
| 2011 | Chanty-Mansyjsk     | 54.         | 36.         | 41.         | –           | 19.         | 9.          | –           |

### Puchar Świata

#### Miejsca w klasyfikacji generalnej
| Sezon     | Miejsce |
| --------- | ------- |
| 1994/1995 | -       |
| 1995/1996 | 43.     |
| 1996/1997 | 77.     |
| 1997/1998 | 34.     |
| 1998/1999 | 28.     |
| 1999/2000 | 19.     |
| 2000/2001 | 33.     |
| 2001/2002 | 25.     |
| 2002/2003 | 27.     |
| 2003/2004 | 32.     |
| 2004/2005 | 38.     |
| 2005/2006 | 41.     |
| 2008/2009 | 75.     |
| 2009/2010 | 57.     |
| 2010/2011 | 97.     |

#### Miejsca na podium chronologicznie
| Lp. | Dzień    | Rok  | Miejscowość     | Konkurencja                | Lokata | Pudła   | Czas biegu | Strata | Zwycięzca  |
| --- | -------- | ---- | --------------- | -------------------------- | ------ | ------- | ---------- | ------ | ---------- |
| 1.  | 7 lutego | 2001 | Pokljuka        | Bieg indywidualny na 20 km | 1.     | 0+0+0+1 | 55:05,6    | –      | –          |
| 2.  | 16 marca | 2003 | Chanty-Mansyjsk | Bieg pościgowy na 12,5 km  | 3.     | 1+0+0+0 | 37:37,4    | +56,3  | Ricco Groß |